# Attalea

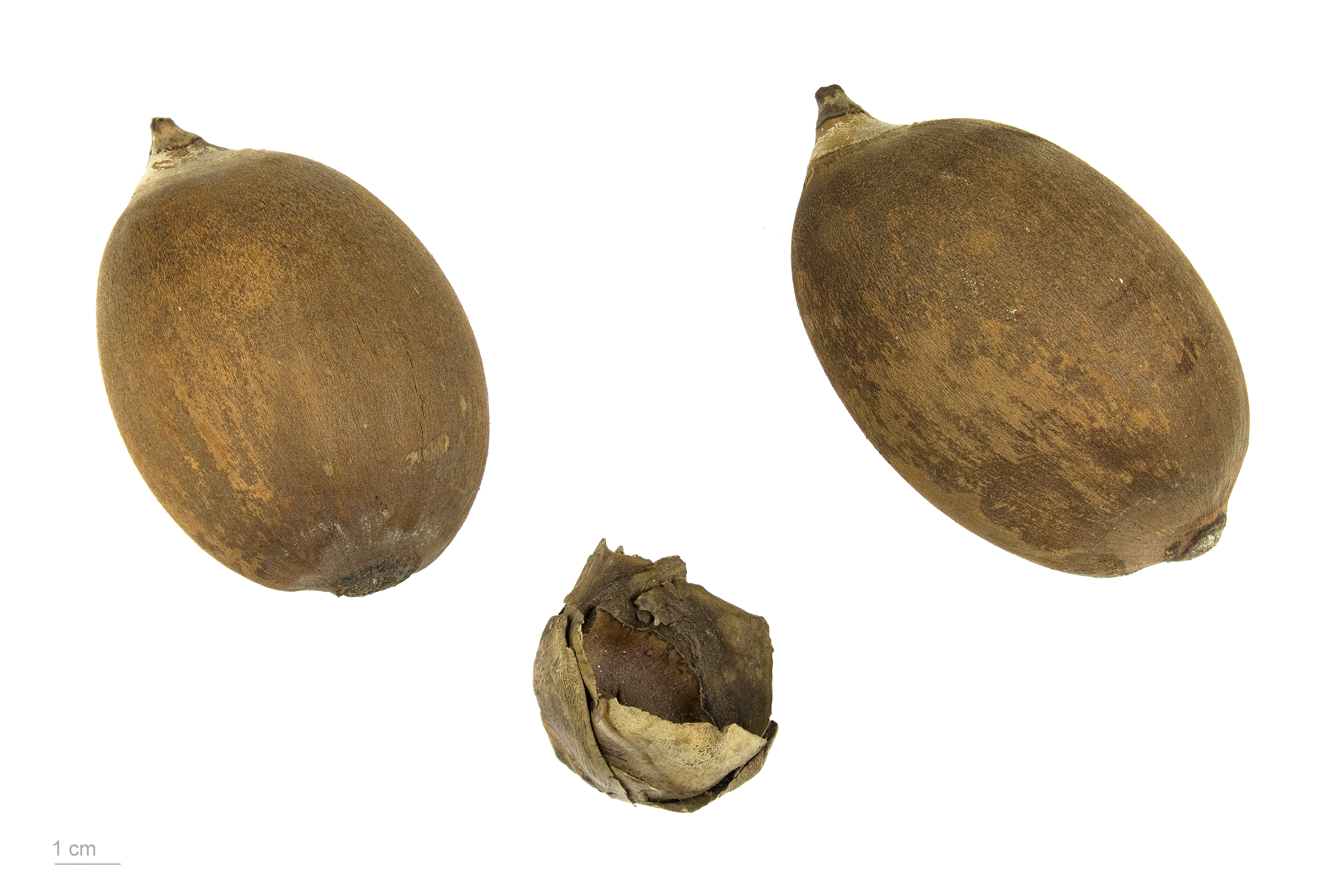
Frutos e sementes de Attalea sp. - MHNT

Attalea é um género botânico pertencente à família Arecaceae. A sua designação popular é ataleia. São plantas nativas de regiões tropicais das Américas, algumas utilizadas como fonte de ácido láurico e outras no fabrico de vassouras, como, por exemplo, a piaçaba.

## Espécies
Algumas espécies:
- Attalea allenii H.E. Moore ex Bailey (taparín)
- Attalea amygdalina Kunth (táparo-do-cauca ou palmeira-do-almendrón)
- Attalea butyracea (Mutis ex L.f.) Wess.Boer (jací)
- Attalea cohune Mart. (mamarrón)
- Attalea colenda (O.F. Cook) Balslev & Henderson  (palmeira-real)
- Attalea cuatrecasana (Dugand) A.J. Hend. (táparo ou corozo)
- Attalea eichleri (Drude) A.J.Hend.
- Attalea phalerata Mart. ex Speg. (ouricuri)
- Attalea funifera Mart. ex Speg. (piaçava)
- Attalea maripa (Aubl.) Mart. (maripa)
- Attalea nucifera Karsten (almendrón ou mangué)
- Attalea oleifera Barb. Rodr. (pindoba)
- Attalea racemosa Spruce (babaçu)
- Attalea septuagenata Dugand (cujita ou curuá)
- Attalea speciosa Mart. (babaçu)
- Attalea tessmannii Burret (cocão)